# Disciplinas afines usadas en Historia
Las disciplinas afines, o ciencias auxiliares de la historia son disciplinas académicas que ayudan a evaluar y utilizar las fuentes históricas. Entre estas disciplinas se incluyen tanto ciencias sociales como ciencias físico-naturales, como la fisiología, la antropología, la sociología, la economía y la geografía.
La expresión, aunque es la tradicional y sigue siendo muy utilizada, puede implicar una subvaloración, razón por la cual vienen utilizándose otras expresiones eufemísticas que remarcan el hecho de que cada una de estas disciplinas tiene carácter autónomo y no subordinado frente a otras, y unas metodologías muy diferenciadas. A cada una de ellas se las considera ciencias o técnicas con entidad propia, y la razón de ser englobadas en una denominación conjunta (sea la de auxiliares u otras como ciencias y técnicas historiográficas o ciencias históricas) es el hecho de que, en determinados contextos, son utilizadas en las investigaciones históricas.
Mediante el uso directo o la interpretación de los resultados obtenidos por distintas ciencias o técnicas, los historiadores analizan las fuentes documentales (materiales de todo tipo, originales de un determinado momento histórico o referidos a él por cualquier razón, que permiten extraer, ordenar y analizar información). Es usual que el historiador no esté familiarizado con todas las ciencias y técnicas posibles para ello, por lo que debe recurrir a las conclusiones de los especialistas de la disciplina de que se trate. Incluso en el caso de que esté capacitado para hacerlo él mismo, en ese punto de su investigación deberá seguir los métodos de esa ciencia o técnica, y aplicar seguidamente los de la historiografía para la inclusión de esos resultados en su investigación.
Algunas de estas disciplinas constituyen aplicaciones especializadas de ciencias autónomas por sí mismas (muchas de ellas ni siquiera son ciencias sociales, sino ciencias físico-naturales), como la filología, la antropología, la economía, la geografía (ciencia que mantiene una estrecha relación académica con la historia), la química, la botánica o la zoología; otras, en cambio, nacen para el estudio de realidades específicas que varían con el tiempo, por lo que son imprescindibles para la datación (cronología) y análisis de las fuentes o de los documentos en sí mismos (el soporte de las fuentes):  la numismática (probablemente la más antigua), la epigrafía, la paleografía, la diplomática, etc.; otras nacen en función de las subdivisiones temáticas de la historiografía, estrechamente vinculadas a un determinado tipo de fuentes, o como especialidades comparadas o cronológicas: la historia del derecho, la historia del arte, etc. Posiblemente la arqueología es la ciencia que más se ha desarrollado de todas ellas, produciendo una gran cantidad de subdisciplinas.

## Ciencias auxiliares de la historia
Las ciencias auxiliares de la historia incluyen, pero no se limitan a: 
- Los primeros manuales de archivo: "Von der Registratur" de Jacob von Rammingen (1571) y "De Archivis" de Baldassare Bonifacio (1632)Archivística: Estudio y la teoría de la construcción y preservación de archivos que son colecciones de documentos, grabaciones y dispositivos de almacenamiento de datos.
- Antropología: La antropología estudia a la humanidad desde sus dos vertientes: la antropología física y la antropología social.
- Arqueología: Estudio de la actividad humana a través de la recuperación y análisis de la cultura material. Es el estudio de los restos materiales dejados por antiguas civilizaciones.
- Arqueogeografía: Rama de la teoría arqueológica, que se ocupa de la dinámica del espacio a lo largo del tiempo y ayuda a explorar otras dimensiones de los objetos geohistóricos.
- Cliometría: Aplicación sistemática de la teoría económica, las técnicas econométricas y otros métodos formales o matemáticos para el estudio de la historia (especialmente la historia social y económica). Es un enfoque cuantitativo (a diferencia de cualitativo o etnográfico) de la historia económica.
- Corografía Arte de describir o mapear una región o distrito y, por extensión, una descripción o mapa.
- Cronología: Ciencia de organizar eventos en su orden de ocurrencia en el tiempo. Considere, por ejemplo, el uso de una línea de tiempo o secuencia de eventos. También es "la determinación de la secuencia temporal real de eventos pasados".
- Demografía
- Diplomática: Estudio y análisis textual de documentos históricos.
- Documentación
- Ecología
- Economía
- Epigrafía: Estudio de las antiguas inscripciones.
- Etnología
- Ética
- Falerística: Estudia las órdenes, las fraternidades y los premios, como medallas y otras condecoraciones.
- Filatelia: Afición por coleccionar y clasificar sellos, sobres y otros documentos postales
- Filología estudio del lenguaje de las fuentes históricas.
- Genealogía: Estudio de las relaciones familiares.
- Geografía
- Heráldica estudio de los dispositivos armoriales.
- Geología
- Lingüística
- Metrología
- Numismática: Estudio de las monedas.
- Onomástica(u onomatología): Estudio de la etimología, la historia y el uso de nombres propios.
- Paleografía: Estudio de la escritura antigua.
- Paleontología
- Política
- Prosopografía: Investigación de un grupo histórico de individuos a través de un estudio colectivo de sus vidas
- Sigilografía: Estudio de los sellos.
- Sociología
- Toponimia: Estudio de topónimos.
- Vexilología: Estudio de las banderas
- Etnohistoria: rama de la historia y de la antropología que estudia a las comunidades originarias de una determinada región del mundo y su convivencia con otros grupos humanos, con la complejidad política e identitaria que ello representa.
- Semiótica:  estudio de los símbolos y los signos, y la forma en que los humanos los crean.
- Mitología Comparada.
- Ciencias de la Religión.
- Etnobotánica.

## Subdivisiones temáticas de la ciencia histórica
1. Historia ambiental
2. Historia contrafactual
3. Historia cultural
4. Historia del arte
5. Historia del derecho
6. Historia de la ciencia
7. Historia de la economía
8. Historia de la educación
9. Historia de la filosofía
10. Historia de la Iglesia
11. Historia de la literatura
12. Historia de la medicina
13. Historia de la música
14. Historia de la tecnología
15. Historia de las ideas
16. Historia de las mujeres
17. Historia de las religiones
18. Historia económica y social
19. Historia inmediata
20. Historia nacional
21. Historia política
22. Historia Universal